# Bazylika konkatedralna Świętej Trójcy w Chełmży
Bazylika konkatedralna Świętej Trójcy w Chełmży – dawna katedra biskupstwa chełmińskiego. Od 1982 roku bazylika mniejsza a od 1994 roku konkatedra diecezji toruńskiej.

## Historia

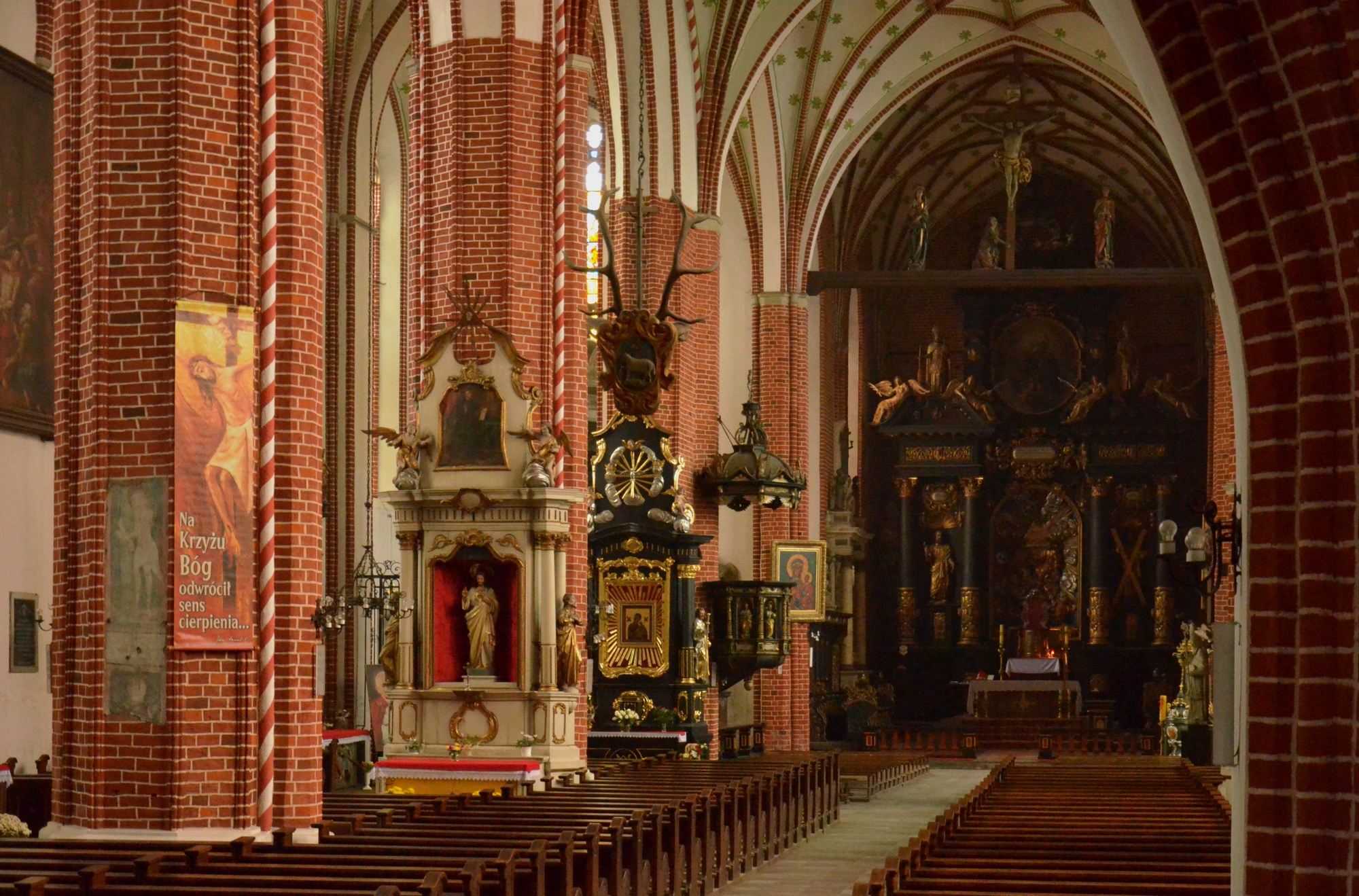
Nawa główna w stronę ołtarza

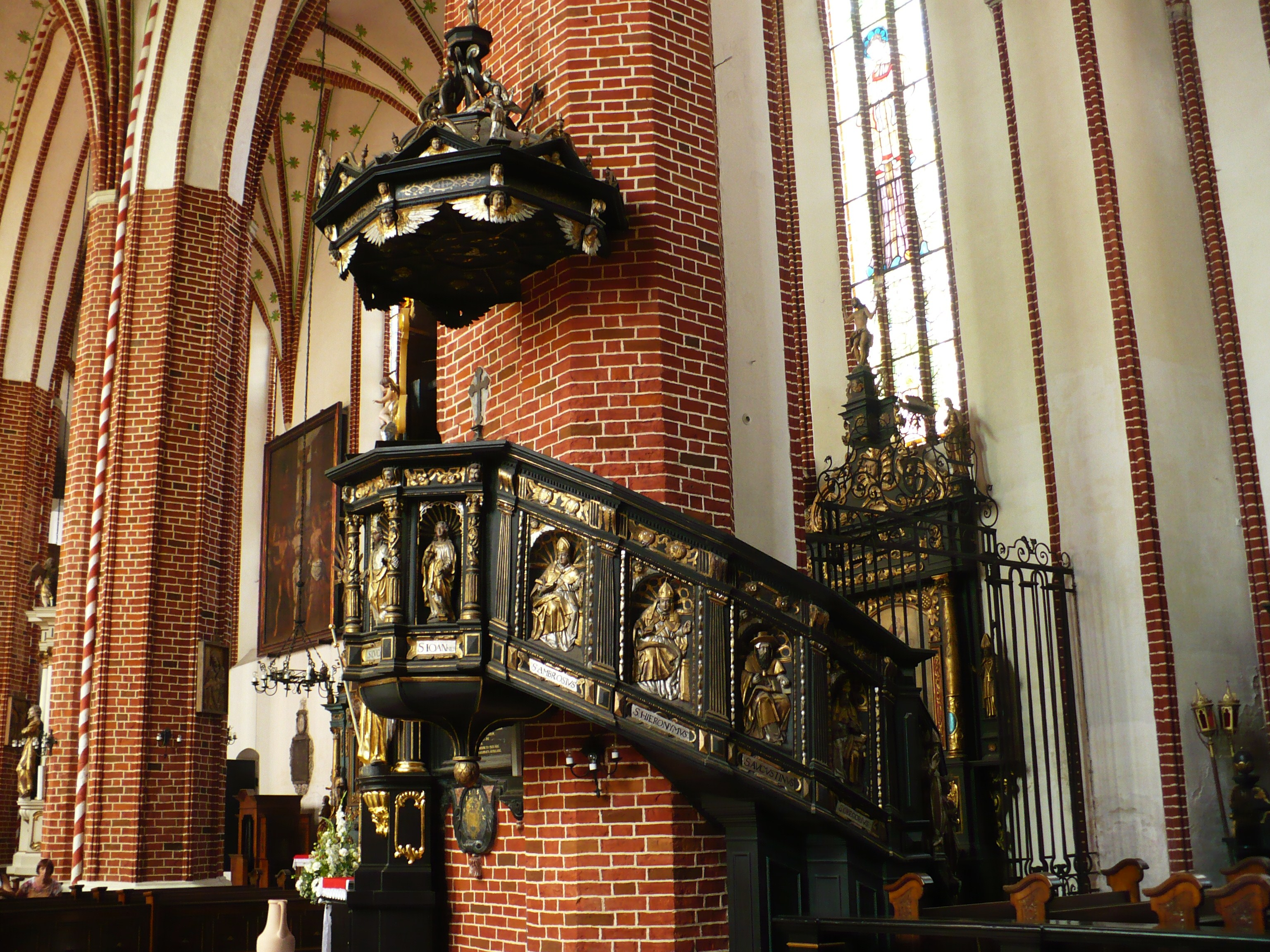
Późnorenesansowa ambona z 1604 roku

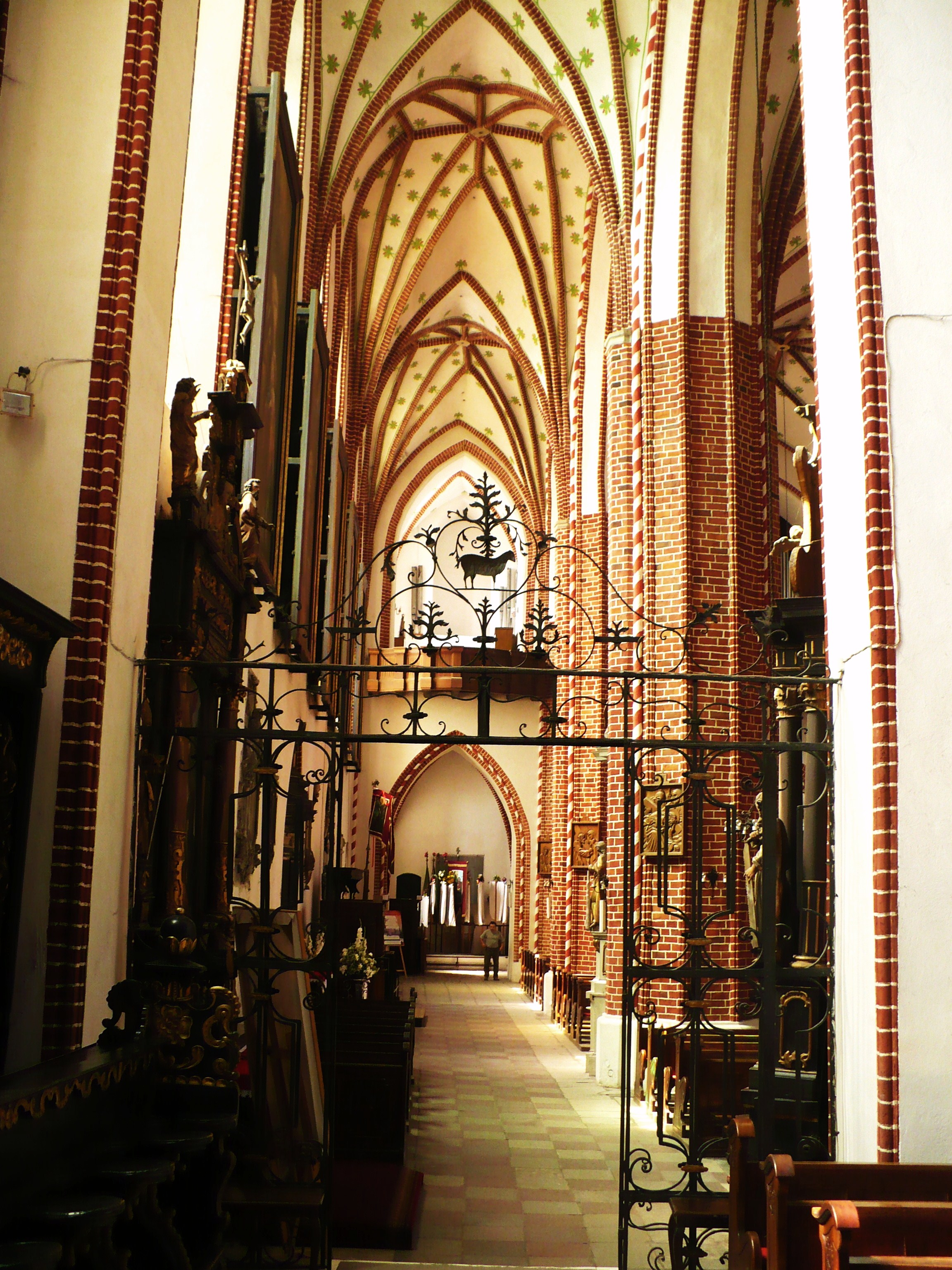
Nawa boczna w stronę organów

Usytuowany na skarpie nad brzegiem jeziora, wznoszony etapami od 1251 roku do II ćw. XIV w. W czasie budowy katedra była dwukrotnie niszczona najazdami Prusów (1267 i 1286), a w 1422 roku, w wyniku najazdów litewsko-tatarskich, nastąpił pożar kościoła (założono wtedy nowe sklepienia). Do ważniejszych późniejszych prac budowlanych należy podwyższenie i zwieńczenie w 1692 roku barokowym hełmem północnej wieży fasady. Katedra chełmżyńska poniosła dość duże straty w XIX i XX w. W 2. poł. XIX w. rozebrano przylegające do kościoła gotyckie krużganki i zabudowania kapituły. W 1906 roku zastąpiono pierwotny gotycki portal zachodni neogotycką kruchtą. W 1950 roku wybuchł pożar, który zniszczył dachy, część sklepień nawy głównej, hełm wieży oraz belkę tęczową. Odbudowa w latach 1968-1971 przywróciła kościołowi dawny wygląd.
Świątynię odwiedziło wielu polskich królów: Władysław Jagiełło, Kazimierz Jagiellończyk, Zygmunt August, Zygmunt III Waza wraz z synem Władysławem IV oraz Jan III Sobieski, który podarował kościołowi zdobyty podczas odsieczy wiedeńskiej i zachowany do dzisiaj czaprak Kara Mustafy. Obecni w niej byli również prezydenci Stanisław Wojciechowski oraz Ignacy Mościcki. W 1966 roku kazanie w kościele wygłosił prymas Stefan Wyszyński.

## Architektura
Jest to kościół gotycki, trójnawowy, o korpusie halowym, z transeptem i dwiema wieżami od zachodu, z których w pełnej wysokości zrealizowano tylko jedną (północną). Nawy boczne są dwa razy węższe od nawy głównej. Jego architektura łączy ze sobą elementy typowej architektury katedralnej, tj. transept, dwuwieżową fasadę i wieżyczki przy transepcie, z formami charakterystycznymi dla architektury zakonów żebraczych (franciszkanów i dominikanów), do których należy prostokątne prezbiterium bez obejścia. Z zewnątrz szczególnie bogato opracowany jest szczyt wschodni szczyt prezbiterium, dzielony blendami z maswerkami i zwieńczony sterczynami. Wnętrze jest przestronne, dzielone ośmiobocznymi filarami, wspierającymi sklepienia gwiaździste.

## Wyposażenie wnętrza

### Gotyk(do XVI w.)
- fragment płyty nagrobnej wielkiego mistrza zakonu krzyżackiego Siegfrieda von Feuchtwangena, zmarłego w 1311 roku
- Grupa Ukrzyżowania z 1422 roku, z korpusem rzeźby Jezusa pokrytym skórą zwierzęcą oraz ludzkimi włosami - dzieło warsztatu toruńskiego lub gdańskiego
- rzeźby z dawnego łuku tęczowego: krucyfiks, Matka Boska Bolesna, św. Jan Ewangelista i św. Maria Magdalena (z początku XVI w.)

### Renesans(XVI w.)
- stalle fundowane w 1519 roku przez biskupa Jana Konopackiego, przekształcone w początku XVII w., z fragmentami późnogotyckimi
- nagrobek biskupa Piotra Kostki (zm. 1595 roku) w prezbiterium, z arkadową wnęką mieszczącą postać zmarłego przedstawioną jako śpiąca osoba – prawdopodobnie dzieło warsztatu krakowskiego
- ambona z 1604, fundacji biskupa Wawrzyńca Gembickiego, przekształcona w 1676 roku

### Barok(XVII-XVIII w.)
- ołtarz główny z ok. 1650 roku, zrealizowany przez warsztat miejscowy według projektu Giovanniego Battisty Gisleniego, fundacji biskupa Andrzeja Leszczyńskiego
- obraz Zdjęcie z Krzyża według Rubensa (na podstawie grafiki), ok. poł. XVII w.
- epitafium biskupa chełmińskiego Adama Kosa, zm. 1661 roku, z popiersiem zmarłego atrybuowanym G. Rossiemu
- obraz Pokłon Trzech Króli Luki Giordano z przełomu XVII i XVIII w.
- ołtarz Św. Krzyża, według projektu G. B. Cocchiego, ze zwieńczeniem w postaci korony, z poł. XVIII w.
- ołtarz z obrazem przedstawiającym bł. Jutę, przypisywanym T. Kuntze (poł. XVIII w.)[2]